# Enumeração (tipo de dado)
Em programação, uma enumeração é um tipo de dado abstrato, cujos valores são atribuídos a exatamente um elemento de um conjunto finito de identificadores escolhidos pelo programador. Esse tipo é geralmente usado para variáveis categóricas (como os naipes de um baralho), que não possuem uma ordem numérica definida.
Em tempo de execução, um tipo de dado enumerado é geralmente implementado usado-se inteiros. Entretanto, comparando-se a usar somente inteiros, os tipos enumerados tornam o código fonte mais bem documentado que através do uso explícito de "números mágicos". Dependendo da linguagem, a representação de inteiro pode não ser visível ao programador, o que previne operações como aritmética de enumerações.
Em algumas linguagens, o tipo booleano é declarado como uma enumeração de dois valores, verdadeiro e falso.

## Uso prático
O dialeto original da linguagem C não possuía enumerações, mas para o padrão ANSI (C89) elas foram adicionadas. Nessa linguagem, enumerações são criadas definindo-se explicitamente os elementos com o uso da palavra-chave enum:
```
enum
 
cardsuit
 
{

    
CLUBS
    
=
 
1
,

    
DIAMONDS
 
=
 
2
,

    
HEARTS
   
=
 
4
,

    
SPADES
   
=
 
8
,

    
FIRST
 
=
 
10
,

    
SECOND
,
    
//igual a 11

    
THIRD
,
       
//igual a 12

};

```

a atribuição de um inteiro a cada elemento da enumeração é opcional, e definido automaticamente pelo compilador caso omitido.
A sintaxe de enumerações em Java é parecida com a de C. Entretanto, o sistema de tipos de Java trata as enumerações como um tipo diferente de inteiros, e não possível converter implicitamente entre inteiros e enumerações. De fato, em Java, um tipo de enumeração é uma pequena classe e não um tipo aritmético.
Linguagens sem tipagem de dados (como Perl e JavaScript) geralmente não fornecem enumerações. No caso do JavaScript é possível improvisar uma enumeração usando objetos (Literalmente ou com o construtor Object), como no exemplo abaixo.
```
var
 
Dias
 
=
 
{

        
DOMINGO
:
 
1
,

        
SEGUNDA
:
 
2
,

        
TERÇA
:
 
3
,

        
QUARTA
:
 
4
,

        
QUINTA
:
 
5
,

        
SEXTA
:
 
6
,

        
SÁBADO
:
 
7

};

```

Em linguagens funcionais na linha de ML, um tipo de dado algébrico pode ser usado para implementar enumerações. por exemplo:
```
   
datatype
 
cardsuit
 
=
 
Clubs
 
| Diamonds |
 
Hearts
 
|
 
Spades

   
type
 
card
 
=
 
{
 
suit:
 
cardsuit
; value: int }

   
val
 
hand
 
:
 
card
 
list

   
val
 
trump
 
:
 
cardsuit

```

Em Common Lisp usa-se o especificador de tipos de membros, como:
```
  
(
deftype
 
cardsuit
 
()

      
'
(
member
 
club
 
diamond
 
heart
 
spade
))

```

O código acima define que objetos são do tipo cardsuit se for igual a club, diamond, heart ou spade.
Alguns SGBDs suportam enumerações diretamente. MySQL fornece um tipo enumerado ENUM com valores permitidos definidos através de cadeias de caracteres quando uma tabela é criada. Os valores são armazenados como índices numéricos.